# Fushë-Krujë (kommunhuvudort i Albanien)
Fushë-Krujë är en kommunhuvudort i Albanien. Den ligger i distriktet Rrethi i Krujës och prefekturen Qarku i Durrësit, i den norra delen av landet. Fushë-Krujë ligger 24 meter över havet och antalet invånare är 10 458.
Terrängen runt Fushë-Krujë är varierad. Närmaste större samhälle är Tirana, 18,7 km sydost om Fushë-Krujë. 
Trakten runt Fushë-Krujë är en mosaik av jordbruksmark, gräsmarker och bebyggelse.